# Gavotte

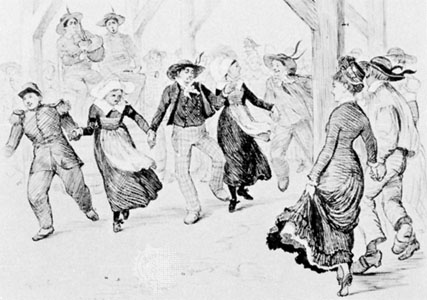
Gavotte-ot táncolók 1878 körül

A gavotte népi eredetű francia régi társastánc, XIV. Lajos udvarában divatos gála tánc volt, majd a barokk szvitek egyik stilizált tánctétele lett.

## Néptánc

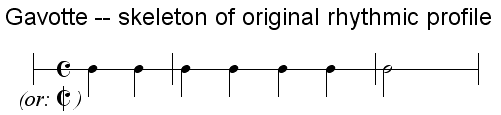
Jellegzetes gavotte ritmus

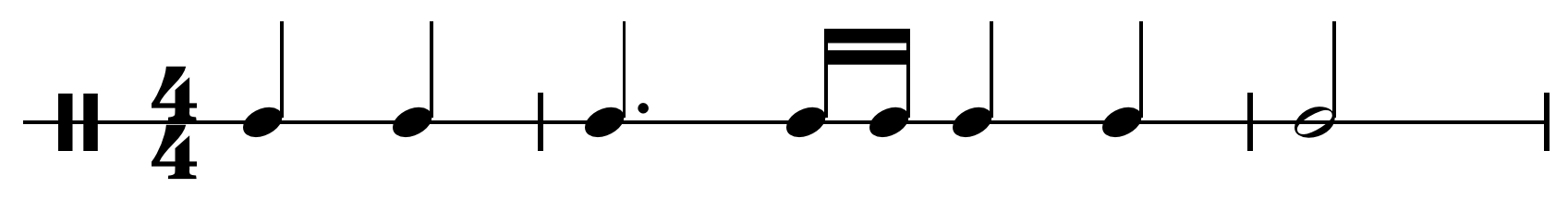
Másik tipikus gavotte ritmus.

A francia élénk néptánc során a paraszt párok megcsókolják egymást, sorban járt páros táncként, vagy körtáncként járják, közjáték figurákkal. A páros ütemben, félütemes hangsúlyozott felütéssel kezdődő és hangsúlyozott frázisú tánc nevét Praetorius óta Franciaország délkeleti régiójából, a dauphinéi Gap városából származtatják, de a tánc ma nem ott, hanem inkább Bretagne-ban és baszk földön dívik

## Gálatánc
A reneszánsz korban először Thoinot Arbeau írja le a gavotte lépéseit az 1589-ben megjelent könyvében, az Orchésographie-ban. A tánc a 16. század végén került az udvari táncok közé, a francia és az angol udvarban is népszerű táncot a párok apró ugró lépésekkel táncolták, a tánc végén megcsókolták egymást, ugyanakkor idővel sokkal formálisabbá vált, és ehelyett virágot dobtak egymásnak, a bálok során gyakran a hármas lüktetésű menüettel párban táncolták. 
Később Lully által a 17. században már a francia balettekben és az operákban is megjelenik. 

## Műzene
A 17. század végétől az élénk, alla breve tempójú 4/4-es vagy 2/2-es ütemmutatójú gavotte, mint hangszeres darab jelenik meg, majd mint a barokk szvitek egyik tétele először a francia zeneszerző, Nicolas Lebègue műveiben fordul elő, később Couperinnél, Georg Friedrich Händelnél és J. S. Bachnál is. A barokk szvitek tételeként megjelenő gavotte kéttagú formájú, mind két részt ismétléssel játszották. Ugyanakkor a gavotte a szvitek tételeként gyakran másodmagával szerepel, bordunos musette formájában, ezáltal a későbbi trió egyik előzménye volt.

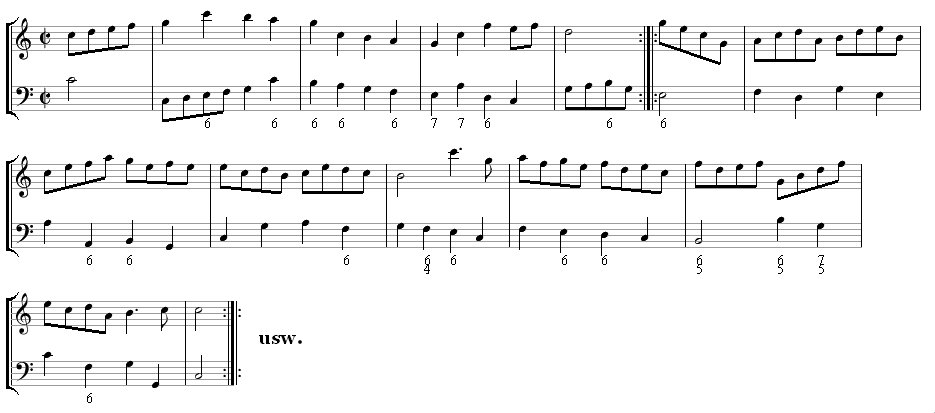
Részlet Georg Friedrich Händel, Op. 1 No. 7-es szonátájank 4. tételéből: A Tempo di Gavotti